# 미카엘 타리베르디예프
미카엘 타리베르디예프(Микаэл Таривердиев, 1931년 8월 15일 - 1996년 6월 24일)은 소련의 대표적인 아르메니아계 작곡가이다.

## 저서
- Я просто живу (나는 단순하 살고 있다), 자서전, Moscow, Zebra, 2007년